# Metropolia Cape Coast
Metropolia Cape Coast – jedna z 4 metropolii kościoła rzymskokatolickiego w Ghanie. Została ustanowiona 18 kwietnia 1950.

## Diecezje
- Archidiecezja Cape Coast
  - Diecezja Sekondi-Takoradi
  - Diecezja Wiawso

## Metropolici
- William Thomas Porter (1950-1959)
- John Kodwo Amissah (1959-1991)
- kard. Peter Kodwo Appiah Turkson (1992-2009)
- Matthias Kobena Nketsia (2009-2018)
- Gabriel Charles Palmer-Buckle (od 2018)